# Aus-/Neubaustrecke Hannover–Hamburg

Karte der geplanten Streckenführung

Die Aus-/Neubaustrecke Hannover–Hamburg ist ein sich in Planung befindendes Projekt, mit dem die Kapazität im Schienenverkehr zwischen Hamburg und Hannover erhöht und die Fahrzeit zwischen beiden Städten verkürzt werden soll. Das Projekt wurde ursprünglich als Teil des optimierten Alpha-E + Bremen im Jahr 2016 in den Bundesverkehrswegeplan 2030 und den Bedarfsplan für die Bundesschienenwege im Bundesschienenwegeausbaugesetz aufgenommen. Anfang 2018 begannen die Planungen. Seit 2023 handelt es sich um ein eigenständiges Projekt im Bedarfsplan.
Im Juni 2025 stellte die Deutsche Bahn die Ergebnisse der Vorplanung vor. Als Vorzugsvariante wurde eine Neubaustrecke ermittelt, die bei Celle beginnt und über Bergen und Soltau nach Meckelfeld führen soll.

## Geschichte

### Vorläuferprojekte
Erste Ideen für eine weitere, schnell befahrbare Trasse zwischen Hamburg und Hannover lassen sich bereits in den frühen 1960er-Jahren bei der Deutschen Bundesbahn finden. Diese zwischen Celle und Hamburg geplante Strecke wurde jedoch nie umgesetzt.
Im Bundesverkehrswegeplan 1980 war unter „Vordringlich angestrebte Maßnahmen (Stufe 1)“ als neue Maßnahme eine Ausbaustrecke Maschen–Lüneburg enthalten sowie unter „Weitere Planungen (Stufe II)“ eine Ausbaustrecke Lüneburg–Lehrte. Im Bundesverkehrswegeplan 1985 war eine Ausbaustrecke Maschen–Lehrte unter „Planungen“ ausgewiesen.

#### Y-Trasse
Aufgrund der hohen Belastung der Bahnstrecke Lehrte–Hamburg-Harburg stellte die Bahn 1992 das als Y-Trasse bekannte Projekt vor.
Angedacht waren drei ypsilonförmig zulaufende Neubaustrecken. Diese sollten als mit 300 km/h befahrbare Schnellfahrstrecken ausgeführt werden.
Insbesondere Anwohner protestierten stark gegen den Trassenvorschlag, aber auch verschiedene Verbände wie der Verkehrsclub Deutschland oder Pro Bahn positionierten sich aus verschiedenen Gründen gegen die Y-Trasse.

#### Alpha-E
Durch die umfangreichen Anwohnerproteste wurde im Rahmen des Dialogforum Schiene Nord anstatt der Y-Trasse das Projekt Alpha-E anfänglich entwickelt und empfohlen. Dieses Projekt sah anstelle eines Neubaus mehrere Streckenausbauten vor. Auf der Verbindung Hannover – Hamburg war ein dreigleisiger Ausbau zwischen Lüneburg und Uelzen Strecke vorgesehen.

### Gesetzliche Grundlage
Die ursprüngliche Form des Alpha-E erreichte nur ein Nutzen-Kosten-Verhältnis (NKV) von 0,6. Im Bundesverkehrswegeplan 2030 wurde stattdessen ein erweitertes Projekt als „optimiertes Alpha-E mit Bremen“ in den „vordringlichen Bedarf“ aufgenommen. Es enthielt auch ein Teilprojekt „ABS/NBS Hamburg – Hannover“ und wurde mit einem NKV von 1,0 ausgewiesen. Im Dezember 2016 beschlossen Bundestag und Bundesrat eine Neufassung des Bundesschienenwegeausbaugesetzes (BSWAG), welches den Bedarfsplan für die Bundesschienenwege enthält. In den Bedarfsplan wurden die Eisenbahnprojekte des BVWP 2030 ausgenommen.
Durch Genehmigungsbeschleunigungsgesetz (eigentlicher Titel: „Gesetz zur Beschleunigung von Genehmigungsverfahren im Verkehrsbereich und zur Umsetzung der Richtlinie (EU) 2021/1187 über die Straffung von Maßnahmen zur rascheren Verwirklichung des transeuropäischen Verkehrsnetzes“) wurde das Projekt „optimiertes Alpha-E mit Bremen“ im Bedarfsplan für die Schienenwege des Bundesschienenwegeausbaugesetzes (BSWAG) in zwei verschiedene Projektbündel aufgespalten. Die ABS/NBS Hannover – Hamburg bildet das Projektbündel 2, während die übrigen Teilprojekte mit weiteren Maßnahmen dem Projektbündel 3 zugeordnet werden. Der Name Optimiertes Alpha-E mit Bremen wurde aus dem BSWAG entfernt. Beiden Projektbündeln wurde ein „Überragendes öffentliches Interesse“ ausgestellt.

### Planung und weitere Entwicklung
Nachdem im Dezember 2017 vom Bund die Finanzierungszusage für das Teilprojekt ABS/NBS Hamburg–Hannover erteilt wurde, begannen Anfang 2018 die Grundlagenermittlung und die Vorplanung. Im Rahmen einer Sensitivitätsprüfung wurden für eine neue Bahnstrecke mögliche Grobkorridore nach raumordnerischen und umweltfachlichen Kriterien gebildet. Als Suchraum wurde ein Bereich gewählt, der 10 km westlich der Bundesautobahn 7 beginnt und 10 km östlich der Bestandsstrecke endet. Die Ergebnisse wurden im Oktober 2021 vorgestellt.
Im Juni 2025 stellte die Deutsche Bahn die Ergebnisse der Vorplanung vor.

#### Überlasteter Schienenweg
Mit dem Fahrplanwechsel 2012 wurde die Bestandsstrecke zwischen Hannover und Hamburg auf dem Abschnitt Uelzen–Stelle zum überlasteten Schienenweg erklärt. Zu dem Zeitpunkt bezifferte die Deutsche Bahn die Auslastung auf 126 %, Ende 2023 auf 147 %.

#### Deutschlandtakt
Der Deutschlandtakt sieht für Züge auf der Relation zwischen den Taktknoten Hannover Hbf und Hamburg Hbf eine Fahrzeit von 59 bzw. 63 Minuten mit Halt in Hamburg-Harburg vor. Die Bestandsstrecke ermöglicht im Fahrplan 2024 nur eine Fahrzeit von 74 Minuten für die Direktverbindung und 89 Minuten mit Halten an den größeren Bahnhöfen Celle, Uelzen, Lüneburg und Hamburg-Harburg.

#### Neue Zugzahlen 2024
Das Bundesministerium für Digitales und Verkehr erarbeitet gemäß dem Koalitionsvertrag der rot-grün-gelben Regierung die Zugzahlen der Verkehrsprognose für das Jahr 2040. Die Ergebnisse dieser Auswertung wurden im Jahr 2024 erwartet. Da ein Aus- bzw. ein Neubau in der Lage sein muss, diesen prognostizierten (Mehr-)verkehr aufnehmen zu können, werden diese Zahlen erwartet.

## Varianten

### Variantenübersicht
Die Deutsche Bahn stellte im Rahmen der Vorplanung im Dezember 2023 vier Varianten zur weiteren Untersuchung vor.
- Die blaue Variante stellt einen reinen Bestandsausbau dar. Hier würde die bestehende Strecke durchgängig auf eine Viergleisigkeit ausgebaut werden.
- Die gelbe Variante umfasst zu großen Teilen die identische Ausbaustrecke, zweigt jedoch vor Uelzen auf eine als „Ortsumfahrung“ bezeichnete Neubaustrecke ab und schließt erst wieder hinter Lüneburg an die Bestandsstrecke an.

Die beiden weiteren Varianten stellen nahezu vollständige Neubaustrecken dar. Beide Varianten wurden entsprechend dem Prinzip der Verkehrswegebündelung parallel zu Fernstraßen geplant. Während bei beiden Varianten in Teilen direkt an der Autobahn geplant wird, liegt die Trasse auf längeren Abschnitten auch einige Kilometer abseits der Fernstraßen.
- Die weinrote Variante wird direkt ab Höhe Burgwedel entlang der Bundesautobahn 7 (A7) geführt. Zwischen der Höhe Walsrode und Soltau verläuft die Trasse einige Kilometer nördlich der Autobahn. Diesem Verlauf folgt die Variante bis zur Höhe des Snow Dome Bispingen, nach welchem sie einige Kilometer östlich von der A7 abrückt. Auf der Höhe Garlstorf kreuzt die Trasse die A7, um ein Stück westlich an der Autobahn zu verlaufen. Das Horster Dreieck und das Maschener Kreuz werden östlich weitlaufend umfahren. Im Norden der Strecke sind zwei Anbindungen vorgesehen: eine für Personenzüge aus und nach Hamburg sinnvoll gelegene entlang der Strecke 2200 und eine weitere südlich des Rangierbahnhofs Maschen gelegene Anbindung über die Strecke 1280.
- Die pinke Variante fädelt sich einige Kilometer nordöstlicher aus der Bahnstrecke Hannover–Celle aus und folgt ab Höhe Winsen (Aller) erst grob dem Verlauf der Bundesstraße 3 (B3). Dabei wird Bergen westlich umfahren. Nördlich von Bergen wird die Strecke wieder direkt an die B3 angenähert. Nach einer kurzen gemeinsamen Führung mit der B3 wird die Trassierung bis knapp nördlich der Höhe Soltau von Fernstraßen gelöst und grob gerade an den weinroten Variantenverlauf östlich an der A7 trassiert. Der restliche Streckenverlauf ist mit der weinroten Variante identisch. Die beiden nördlichen Streckenanbindungen sind hier ebenfalls geplant. Durch die eher östliche Führung der pinken Strecke ist eine Nordanbindung von Celle an die Schnellfahrstrecke möglich und auch im Rahmen der pinken Variante geplant.

Der finale Gutachterentwurf des Deutschlandtakts sieht eine Neubaustrecke mit mindestens zwei Überholbahnhöfen für Güterzüge vor. In der Maßnahmenliste sind zwei Überholbahnhöfe mit einer Nutzlänge von 740 m zum Investitionspreis von je ca. 18 Mio. Euro unterstellt.

### Vorzugsvariante
| Streckenlänge: | 109 km               |                                 |                                 |
| Spurweite: | 1435 mm (Normalspur) |                                 |                                 |
| Streckenklasse: | D4                   |                                 |                                 |
| Stromsystem: | 15 kV 16,7 Hz ~      |                                 |                                 |
| Streckengeschwindigkeit: | 250 km/h             |                                 |                                 |
| Zweigleisigkeit: | durchgehend          |                                 |                                 |
| |                      |                                 |                                 |
| \| \| \| von Hannover \| \| \| \| \| nach Celle (höhenfrei) \| \| \| \| \| Westliche Umfahrung Celle \| \| \| \| \| Anbindung Celle (höhenfrei) \| \| \| \| \| Feuerschützenbostel (Übf) \| \| \| \| \| Bergen \| \| \| \| \| Wietzendorf (Übf, optional Pbf) \| \| \| \| \| Celle–Soltau \| \| \| \| \| Soltauer Heide \| \| \| \| \| Uelzen–Langwedel \| \| \| \| \| Lüneburg–Soltau \| \| \| \| \| Bispingen (Übf, optional Pbf) \| \| \| \| \| Hützel–Winsen \| \| \| \| \| Evendorf (Übf, optional Pbf) \| \| \| \| \| (3,0 km) \| \| \| \| \| Winsen–Hützel \| \| \| \| \| Garlstorf (Übf, optional Pbf) \| \| \| \| \| Hützel–Winsen \| \| \| \| \| Winsen–Hützel \| \| \| \| \| Bundesautobahn 7 (0,7 km) \| \| \| \| \| nach Maschen Rbf (höhenfrei) \| \| \| \| \| Hamburg-Allermöhe–Buchholz \| \| \| \| \| von Wanne-Eickel (höhenfrei) \| \| \| \| \| nach Hamburg \| \| \| \| \| \| \| \| Quellen: [15][16] \| \| \| \| |                      |                                 |                                 |
| Strecke |                      | von Hannover                    | von Hannover                    |
| Abzweig ehemals geradeaus und nach rechts |                      | nach Celle (höhenfrei)          | nach Celle (höhenfrei)          |
| Strecke (außer Betrieb) |                      | Westliche Umfahrung Celle       | Westliche Umfahrung Celle       |
| Abzweig geradeaus und von rechts (Strecke außer Betrieb) |                      | Anbindung Celle (höhenfrei)     | Anbindung Celle (höhenfrei)     |
| Dienststation / Betriebs- oder Güterbahnhof (Strecke außer Betrieb) |                      | Feuerschützenbostel (Übf)       | Feuerschützenbostel (Übf)       |
| Bahnhof (Strecke außer Betrieb) |                      | Bergen                          | Bergen                          |
| Dienststation / Betriebs- oder Güterbahnhof (Strecke außer Betrieb) |                      | Wietzendorf (Übf, optional Pbf) | Wietzendorf (Übf, optional Pbf) |
| Kreuzung geradeaus oben (Strecke geradeaus außer Betrieb) |                      | Celle–Soltau                    | Celle–Soltau                    |
| Bahnhof (Strecke außer Betrieb) |                      | Soltauer Heide                  | Soltauer Heide                  |
| Kreuzung geradeaus oben (Strecke geradeaus außer Betrieb) |                      | Uelzen–Langwedel                | Uelzen–Langwedel                |
| Kreuzung geradeaus oben (Strecke geradeaus außer Betrieb) |                      | Lüneburg–Soltau                 | Lüneburg–Soltau                 |
| Dienststation / Betriebs- oder Güterbahnhof (Strecke außer Betrieb) |                      | Bispingen (Übf, optional Pbf)   | Bispingen (Übf, optional Pbf)   |
| Kreuzung geradeaus unten (Strecke geradeaus außer Betrieb) |                      | Hützel–Winsen                   | Hützel–Winsen                   |
| Dienststation / Betriebs- oder Güterbahnhof (Strecke außer Betrieb) |                      | Evendorf (Übf, optional Pbf)    | Evendorf (Übf, optional Pbf)    |
| Tunnel (Strecke außer Betrieb) |                      | (3,0 km)                        | (3,0 km)                        |
| Kreuzung geradeaus oben (Strecke geradeaus außer Betrieb) |                      | Winsen–Hützel                   | Winsen–Hützel                   |
| Dienststation / Betriebs- oder Güterbahnhof (Strecke außer Betrieb) |                      | Garlstorf (Übf, optional Pbf)   | Garlstorf (Übf, optional Pbf)   |
| Kreuzung geradeaus oben (Strecke geradeaus außer Betrieb) |                      | Hützel–Winsen                   | Hützel–Winsen                   |
| Kreuzung geradeaus oben (Strecke geradeaus außer Betrieb) |                      | Winsen–Hützel                   | Winsen–Hützel                   |
| Tunnel (Strecke außer Betrieb) |                      | Bundesautobahn 7 (0,7 km)       | Bundesautobahn 7 (0,7 km)       |
| Abzweig geradeaus und nach rechts (Strecke außer Betrieb) |                      | nach Maschen Rbf (höhenfrei)    | nach Maschen Rbf (höhenfrei)    |
| Kreuzung geradeaus oben (Strecke geradeaus außer Betrieb) |                      | Hamburg-Allermöhe–Buchholz      | Hamburg-Allermöhe–Buchholz      |
| Abzweig ehemals geradeaus und von links |                      | von Wanne-Eickel (höhenfrei)    | von Wanne-Eickel (höhenfrei)    |
| Strecke |                      | nach Hamburg                    | nach Hamburg                    |
| |                      |                                 |                                 |
| Quellen: |                      |                                 |                                 |

Auf dem Statustreffen des Dialogforum Schiene Nord am 15. Dezember 2023 betonte die Deutsche Bahn, dass nur eine bestandsferne (sprich autobahnparallele) Variante „alle gesetzlichen Ziele wie Engpassfreiheit, optimale Betriebsqualität, Wirtschaftlichkeit und Deutschlandtakt“ erfülle. Ähnlich äußerte sich ebenfalls die Bundesregierung in einer Antwort auf eine kleine Anfrage. Die Bundesregierung hielt fest, dass „ein mit den Anforderungen des Deutschlandstakts kompatibler bestandsnaher Ausbau aufgrund der sehr hohen Investitionskosten klar nicht wirtschaftlich“ sei.
Im Juni 2025 bestätigte die DB InfraGO diese Aussagen und benannte die Streckenvariante „pink“ als Vorzugsvariante. Als einzige erreiche sie ein Nutzen-Kosten-Verhältnis größer als 1 (1,02) und erfüllt dabei die betrieblichen und verkehrlichen Vorgaben. Diese Streckenvariante wird damit Gegenstand der weiteren Planungen und der parlamentarischen Befassung sein.

### Personenbahnhöfe
Es bestehen Überlegungen, auf der projektierten Schnellfahrstrecke auch schnellen Regionalverkehr nach dem Vorbild der Schnellfahrstrecken Nürnberg–Ingolstadt Stuttgart–Wendlingen, Wendlingen–Ulm anzubieten.
Für die Vorplanung und die Variantenbewertung wurden die Bahnhöfe Bergen und Soltauer Heide unterstellt, weitere mögliche Bahnhöfe stellen Wietzendorf, Bispingen, Evendorf und Garlstorf dar. Die vorgestellte konzeptionelle Nahverkehrsverbindung würde von dem angedachten Bahnhof Soltauer Heide aus 30 Minuten bis Hamburg und 40 Minuten nach Hannover benötigen.

## Diskurs

### Diskussion um Generalsanierung
Im Rahmen der 2022 angekündigten Generalsanierung sollte die Bestandsstrecke ursprünglich 2026 umfangreich saniert werden. Dazu sollten während einer ca. halbjährigen Vollsperrung technische Anlagen erneuert und ggf. durch neuere Anlagen ersetzt werden. Auf Vorschlag des damaligen niedersächsischen Verkehrsministers Olaf Lies wurden die Sanierungsarbeiten auf 2029 verschoben. Die gewonnene Zeit soll in Planungen investiert werden, um erste Ausbauvorhaben des Projektes Alpha-E auf der Bahnstrecke Lehrte–Hamburg-Harburg zu realisieren. Der im Alpha-E geplante Ausbau reiche nach Aussage von Staatssekretär Michael Theurer jedoch nicht aus, um den geplanten (Mehr-)Verkehr aufzunehmen. Die Deutsche Bahn spricht von bis zu 15 zusätzlichen Zugverbindungen zwischen 6 und 22 Uhr, die durch die Maßnahmen ermöglicht werden. Der genaue Umfang hänge von den Finanzierungszusagen der Einzelmaßnahmen ab. Ende 2023 war für alle projektierten Maßnahmen mit Ausnahme von Lärmschutzwänden die Finanzierung gesichert.

### Verbände

#### Fridays for Future
Fridays for Future positionierte sich in einem offenen Brief an den SPD-Parteivorsitzenden Lars Klingbeil eindeutig für einen autobahnparallelen Streckenneubau. Des Weiteren kritisierten sie unter Verweis auf die induzierte Nachfrage die unterstützte Erweiterung der A7 auf sechs Fahrstreifen und postulierten, dass „alleine eine neue Bahnstrecke den Verkehrsengpass zwischen Hamburg und Hannover sinnvoll auflösen kann“.

#### NABU
Der niedersächsische Landesverein des NABU befürwortet eine Verkehrsverlagerung auf die Schiene. Den Bau von Neubaustrecken lehnt der NABU jedoch unter Verweis auf Folgen für die Natur, Ressourcenverbrauch und Ausstoß von CO2 in der Bauphase ab. Auch kritisiert der Verband die Zielsetzung des Deutschlandtaktes für die Verbindung zwischen Hannover und Hamburg, da diese hohe Geschwindigkeiten und damit einhergehend einen hohen Stromverbrauch erfordere. Alternativ befürwortet der NABU das ursprüngliche Alpha-E und einen Ausbau der Bestandsstrecke auf maximal 230 km/h.

#### Pro Bahn
Der Fahrgastverband Pro Bahn fordert einen Ausbau der Streckenkapazität. Die Planungen des Alpha-E begrüßt der Verband zwar, fordert aber zusätzlich den Neubau einer Schnellfahrstrecke, welche ebenfalls von schnellen Regionalzügen mit bis zu 200 km/h genutzt werden kann.
Dies begründet sie zum einen mit besserer Erreichbarkeit der ländlichen Gebiete der Lüneburger Heide und zum anderen damit, dass die bestehende Strecke bereits jetzt überlastet ist und weitere zu erwartende Verkehre mit bisherigen Strecken nicht aufgenommen werden können.
Für die Neubaustrecke fordert der Verband die Errichtung verschiedener Regionalhalte und die Planung zweier Regionalexpress-Linien, die über die Schnellfahrstrecke ländliche Gegenden und Ballungszentren schnell verbinden sollen.
Dazu spricht der Verband sich für den Bau „einiger“ Verbindungskurven zu anderen Bestandsstrecken aus, wie beispielsweise zur Bahnstrecke Winsen–Hützel, welche laut Forderung in diesem Zusammenhang für den Personenverkehr reaktiviert werden soll.
Die Präferenz zum Streckenneubau statt zum Streckenausbau begründet der Verband mit kürzeren möglichen Bauzeiten und geringeren Einschränkungen der Bestandsstrecke.
Durch die Verlagerung der Direktfernzüge zwischen Hamburg und Hannover sollen mehr Trassenkapazitäten zugunsten des Regionalverkehrs, konkret beispielsweise eines halbstündlichen Regionalexpresses zwischen Hamburg und Hannover, zur Verfügung stehen.
Dem damaligen Verkehrsminister Bernd Althusmann und dem Bundestagsabgeordneten im Wahlkreis Rotenburg I – Heidekreis Lars Klingbeil warf der Landesverband Pro Bahn ein wahltaktisches Vorgehen im Umgang mit dem Aus-/Neubauprojekt vor. Der Nachfolgeregierung Kabinett Weil III warf der Landesverband Populismus und Bruch ihres eigenen Koalitionsvertrags in Bezug auf das Projekt vor.

#### Verkehrsclub Deutschland
Der Verkehrsclub Deutschland befürwortet einen Streckenneubau. Dies begründet er damit, dass der rechnerische Kapazitätsbedarf zwischen Hamburg und Hannover der Kapazität einer zusätzlichen zweigleisigen Hauptbahn entspräche. Durch eine direktere Linienführung eines Neubaus entlang der A7 und B3 anstatt eines Streckenausbaus können langsamere Streckenhöchstgeschwindigkeiten für die Strecke eingeplant werden, um die vom Deutschlandtakt geforderte Fahrzeiten zwischen Hamburg Hbf und Hannover Hbf zu erreichen. Einen reinen Streckenausbau, auch auf vier durchgehende Gleise, kritisiert der VCD zusätzlich aus weiteren Gründen. So müssten dafür entlang der Bestandsstrecke Häuser in Winsen, Lüneburg, Bad Bevensen und Uelzen abgerissen werden. Auch würde die Bestandsstrecke für mindestens 25 Jahre eine Großbaustelle mit Ersatzverkehren und Unterbrechungen werden.
Zum Schutz von Natur und Anwohnern fordert der VCD zudem längere Tunnelabschnitte in offener Bauweise.
Der Landesregierung Niedersachsens wirft der VCD des Weiteren politisches Kalkül in ihrer Position zu dem insgesamt viergleisigen Aus-/Neubau vor. Durch die unterschiedlich hohe politische Unterstützung der Schienenhinterlandverkehre der Seehäfen Jade-Weser-Port und Hamburger Hafen wolle die niedersächsische Landesregierung dem größten Seehafen Deutschlands Marktanteile abringen.

### Bürgerinitiativen
Gegen die Planung und Umsetzung einer neuen Schnellfahrtrasse gibt es zahlreiche Bürgerinitiativen (BI). Viele dieser BI bestehen noch aus Zeiten der Y-Trassen-Planung. Sie setzen sich für die Umsetzung der Alpha-E Variante des Vorgängerprojektes ein. In einer gemeinsamen Erklärung vom 15. Oktober 2023 fordern zwölf BI unter anderem eine vollständige Umsetzung des Vorgängerprojektes Optimiertes Alpha-E plus Bremen im Bestand, keine Vorfestlegung auf Neubaustrecken durch legislative Vorgänge und eine Grundlagenbereitstellung durch andere Institutionen als die Deutsche Bahn, welche die BI als nicht unabhängig ansieht.
Die BI Aktionsbündnis gegen Trassenneubau greift hierbei auch die Prognosen zum Wachstum des Hamburger Hafen an, welche für die Prognosen auf dem Schienenkorridor Hannover–Hamburg zentral seien. Der Deutschlandtakt wird von der BI Y-Monster mit Planwirtschaft verglichen, die geforderte Kantenfahrzeit als „utopisch“ und die daraus sich ergebende Fahrgeschwindigkeit als „völlig überzogen“ bezeichnet. Ein viergleisiger Ausbau sei nicht benötigt.
Auch Umwelt- und Klimaschutzaspekte werden von der BI genannt: Hochgeschwindigkeitsverkehr sei zu energieintensiv. Eine Neubaustrecke würde ihre CO2-Bilanz nicht amortisieren, da der Straßenverkehr in absehbarer Zeit dekarbonisiert werde.
Die BI Aktionsbündnis gegen Trassenneubau verweist auf die Ergebnisse einer von fünf BI bei dem Beratungsbüro Vieregg-Rössler in Auftrag gegebenen Studie, welcher zufolge sich mit einigen Um- und Ausbauten am Bestand der Verkehr abbilden ließe. Dem in der Studie vorgeschlagenen Ausbaukonzept liegen laut Deutscher Bahn allerdings falsche eisenbahnbetriebliche Grundannahmen zugrunde und es „löse den Verkehrsengpass im Korridor Hamburg–Hannover nicht auf“.

### Politik
Niedersächsische Landespolitiker wie der ehemalige Verkehrsminister Bernd Althusmann (CDU) und sein sowohl Vorgänger als auch Nachfolger Olaf Lies (SPD) lehnen jegliche Form eines Aus- oder Neubaus, der über den Projektumfang des Alpha-E in seiner ursprünglichen Form hinausgeht, ab. Im Dezember 2023 bekräftigte das Niedersächsische Verkehrsministerium seine Auffassung, dass das Alpha-E „kapazitiv und wirtschaftlich tragfähig“ sei.
SPD-Parteivorsitzender Lars Klingbeil setzt sich unter Verweis auf das Ergebnis des Dialogforum Schiene Nord aus dem Jahr 2015 gegen eine Neubautrasse ein. Ein in Klingbeils Wahlkreis gelegenes Industriegebiet an der Autobahn wäre von beiden autobahnparallelen Trassenvarianten teilweise betroffen. Nach Planungsstand von 2022 müssten hier eine Spielhalle, ein Schnellrestaurant sowie eine Kartbahn der Bahntrasse weichen.

### Industrie
Der Zentralverband der deutschen Seehafenbetriebe und die Arbeitsgemeinschaft Niedersächsische Seehäfen fordern den Bau einer Neubautrasse zur Bewältigung ihrer Hinterlandverkehre.

## Kosten
Im Rahmen der Variantenbewertung wurde die Vorzugsvariante „pink“ mit Realkosten von ca. 6,7 Milliarden Euro veranschlagt, allerdings ohne Risikozuschlag und Nominalisierung. Der finalisierte Gutachterbericht zum Deutschlandtakt aus dem Jahr 2022 unterstellte der ABS/NBS einen Preis von nur ca. 3,5 Milliarden Euro.